# Doğanoğlu, Beylikova
Doğanoğlu là một xã thuộc huyện Beylikova, tỉnh Eskişehir, Thổ Nhĩ Kỳ. Dân số thời điểm năm 2011 là 133 người.